# Distenia fastuosa
Distenia fastuosa es una especie de escarabajo longicornio del género Distenia, categorizada en la tribu Disteniini, de la orden Coleoptera. Fue descrita por Pascoe en 1871.

## Descripción
Mide 22 mm de longitud.

## Distribución
Se distribuye por Colombia, Costa Rica, Guatemala, Nicaragua y Panamá.